# Vaccinium uniflorum
Vaccinium uniflorum är en ljungväxtart som beskrevs av J. J. Smith. Vaccinium uniflorum ingår i Blåbärssläktet, och familjen ljungväxter. Inga underarter finns listade i Catalogue of Life.